# Lampsilis
Lampsilis es un género de molusco bivalvo  de la familia Unionidae.

## Especies
Las especies de este género son:
- Lampsilis abrupta (Say, 1831)
- Lampsilis altilis (Conrad, 1834)
- Lampsilis anodontoides Lea
- Lampsilis australis Simpson, 1900
- Lampsilis binominata Simpson, 1900
- Lampsilis bracteata (Gould, 1855)
- Lampsilis cardium Rafinesque, 1820
- Lampsilis cariosa (Say, 1817)
- Lampsilis dolabraeformis (I. Lea, 1838)
- Lampsilis excavatus Lea
- Lampsilis fallaciosa Simpson
- Lampsilis fasciola Rafinesque, 1820
- Lampsilis fullerkati R.I. Johnson, 1984
- Lampsilis haddletoni Athearn, 1964
- Lampsilis higginsii (I. Lea, 1857)
- Lampsilis hydiana (I. Lea, 1838)
- Lampsilis ochracea Say
- Lampsilis orbiculata Hildreth
- Lampsilis ornata (Conrad, 1835)
- Lampsilis ovata (Say, 1817)
- Lampsilis perovalis (Conrad, 1834)
- Lampsilis perpasta Lea
- Lampsilis piliguidea
- Lampsilis powellii (I. Lea, 1852)
- Lampsilis radiata (Gmelin, 1791)
- Lampsilis rafinesqueana Frierson, 1927
- Lampsilis reeveiana (I. Lea, 1852)
- Lampsilis satura (I. Lea, 1852)
- Lampsilis siliquoidea (Barnes, 1823)
- Lampsilis splendida (I. Lea, 1838)
- Lampsilis straminea (Conrad, 1834)
- Lampsilis streckeri Frierson, 1927
- Lampsilis subangulata (I. Lea, 1840)
- Lampsilis teres (Rafinesque, 1820)
- Lampsilis virescens (I. Lea, 1858)

## Gallery

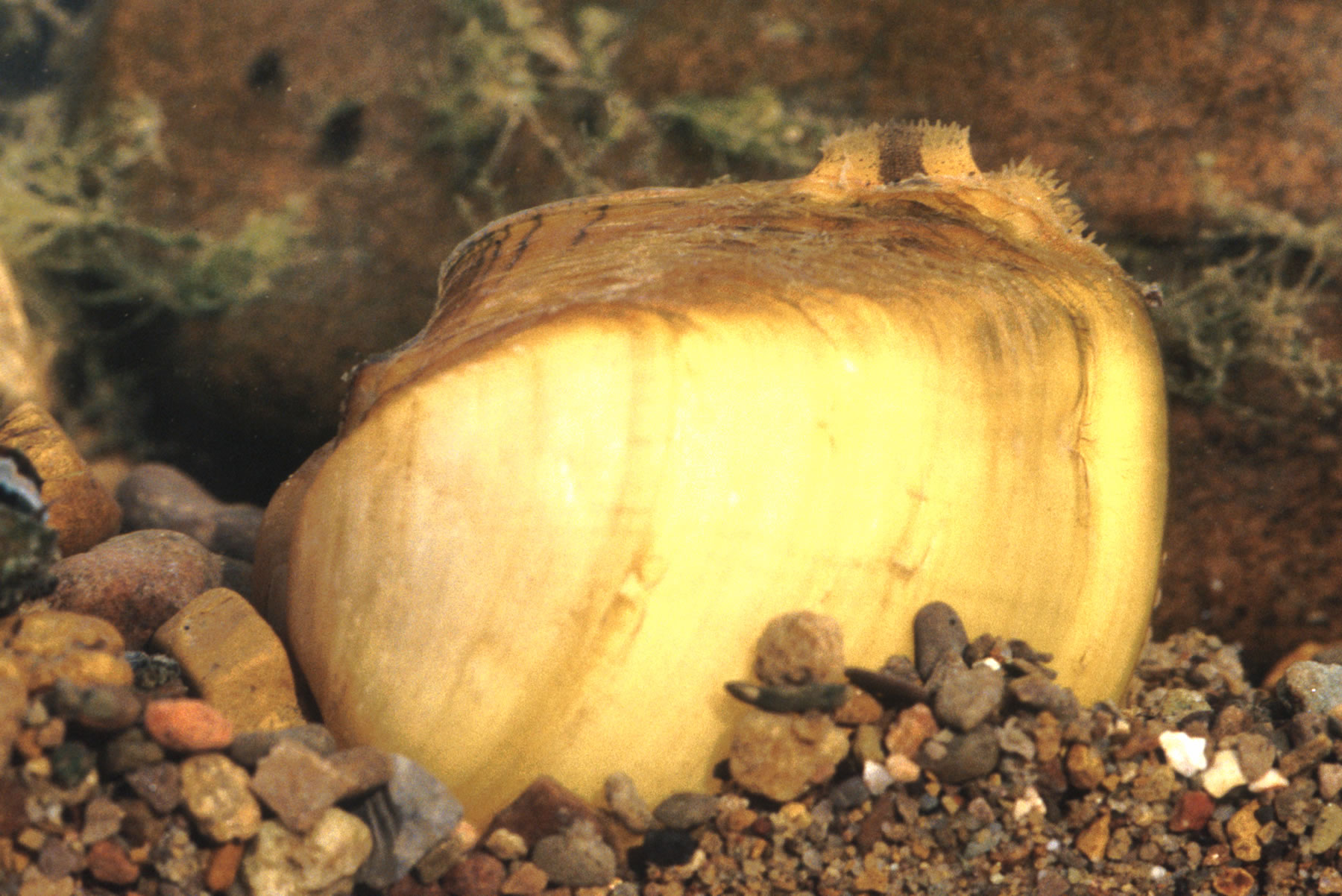
Lampsilis ovata
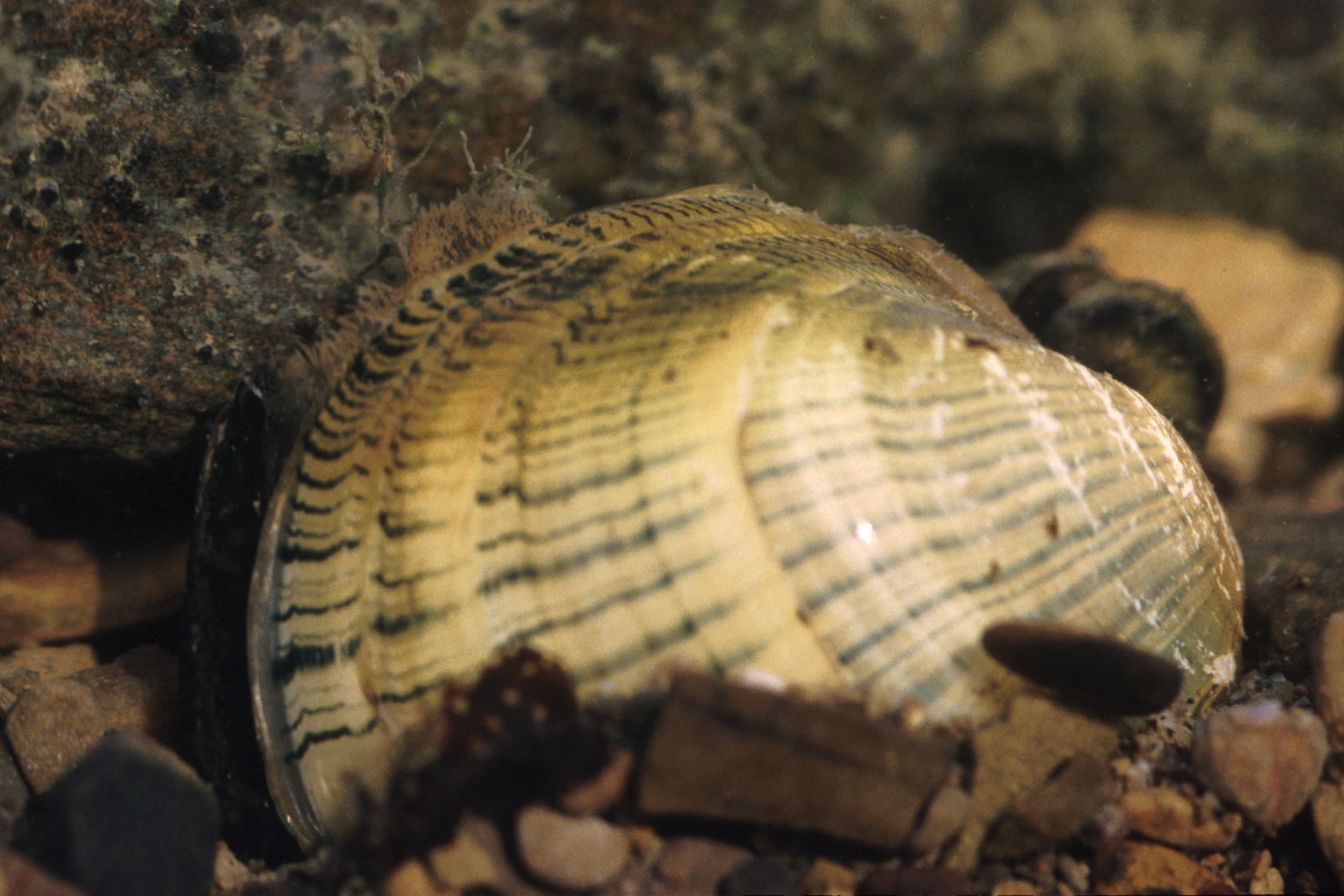
Lampsilis fasciola